# Miguel Alfonso de la Espriella
Miguel Alfonso de La Espriella Burgos (Sahagún, Córdoba, Colombia, (31 Julio 1978) es un político colombiano que desarrolló su actividad principalmente en su natal Departamento de Córdoba, inicialmente hizo parte del Partido Liberal Colombiano para luego pertenecer a la coalición uribista dentro del Partido Colombia Democrática. Gracias a la influencia de grupos paramilitares, fue elegido para integrar el Senado y la Cámara de Representantes de Colombia.

## Vida política
Durante su corta vida política fue uno de los llamados "barones electorales" del departamento de Córdoba, donde disputaba los votos con quien fuera su primo y rival político Juan Manuel López Cabrales. Ambos pertenecían al Partido Liberal Colombiano y de La Espriella había sido representante a la cámara de dicho partido de 1998 a 2002, año en el que abandonó el partido para aspirar al Senado por el Movimiento Popular Unido logrando ser elegido y en 2006 se unió al Partido Colombia Democrática que hacía parte de la coalición de gobierno que llevó en dos ocasiones a Álvaro Uribe Vélez a la Presidencia de la República.

### Escándalo de la parapolítica
En noviembre de 2006 se vería involucrado en el escándalo de la parapolítica después de que revelara por orden de Salvatore Mancuso la existencia de un pacto secreto entre varios políticos y los principales jefes paramilitares de las Autodefensas Unidas de Colombia llamado por los medios de comunicación como Pacto de Ralito donde se comprometían secretamente a "refundar la patria". De la Espriella no reveló, en su momento, los nombres de los otros firmantes, el texto del documento sería conocido en enero de 2007 y en él aparecía como firmante su primo y rival político Juan Manuel López Cabrales. La revelación del documento sería uno de los elementos que dieron inicio al proceso de la llamada parapolítica.
De la Espriella admitiría haber alcanzado poder político gracias a la influencia de grupos armados ilegales de extrema derecha. Por dicho hecho fue sentenciado a 3 años y siete meses de cárcel terminando así su carrera política puesto que así lo contemplan las leyes colombianas.

#### Proceso judicial
El 14 de mayo de 2007 fue ordenada su captura por el delito de concierto para delinquir agravado por ser uno de los políticos firmantes del Pacto de Ralito y por su cercanía con Salvatore Mancuso y Carlos Castaño Gil. De la Espriella renunció a su curul como congresista para evitar ser juzgado por la Corte Suprema de Justicia y su caso pasó a la Fiscalía General de la Nación. Fue sentenciado a pagar 3 años y 7 meses de prisión por un juez de Bogotá después de que aceptara los cargos y someterse a sentencia anticipada, logrando una importante rebaja de su pena.

### Partidos políticos
A lo largo de su carrera ha representado los siguientes partidos:
| Partido político                     | Fecha Inicio        | Fecha Fin              |
| Partido Colombia Democrática         | 20 de julio de 2006 | 1 de diciembre de 2006 |
| Movimiento Popular Democrático Unido | 20 de julio de 2002 | 20 de julio de 2006    |
| Partido Liberal Colombiano           | 20 de julio de 1994 | 20 de julio de 2002    |

### Cargos públicos
Entre los cargos públicos ocupados por Miguel Alfonso de la Espriella Burgos, se identifican:
| Cargo público             | Partido político                     | Fecha Inicio        | Fecha Fin              |
| Senador de la República   | Partido Colombia Democrática         | 20 de julio de 2006 | 1 de diciembre de 2006 |
| Senador de la República   | Movimiento Popular Democrático Unido | 20 de julio de 2002 | 20 de julio de 2006    |
| Representante a la Cámara | Partido Liberal Colombiano           | 20 de julio de 1998 | 20 de julio de 2002    |
| Representante a la Cámara | Partido Liberal Colombiano           | 20 de julio de 1994 | 20 de julio de 1998    |

### Congresista de Colombia
En las elecciones legislativas de Colombia de 2002, Espriella Burgos fue elegido senador de la república de Colombia con un total de 74.674 votos. Posteriormente fue reelecto en las elecciones legislativas de Colombia de 2006, como senador de la república de Colombia con un total de 49.958 votos.
En las elecciones legislativas de Colombia de 1994, Espriella Burgos fue elegido miembro de la Cámara de Representantes de Colombia con un total de votos. Igualmente fue reelegido en las elecciones legislativas de Colombia de 1998, como miembro de la Cámara de Representantes de Colombia con un total de 60.939 votos.

#### Iniciativas
El legado legislativo de Miguel Alfonso de la Espriella Burgos se identificó por su participación en las siguientes iniciativas desde el congreso:

- Restablecimiento, defensa y garantía de los derechos de las personas de la tercera edad de la población en Colombia.[6]
- Establecer los requisitos previos que las Administraciones Distritales y Municipales deben observar y cumplir, para poder expedir las normas que impongan restricciones al tránsito vehicular en su respectiva jurisdicción (Archivado).[7]
- Establecer los ecosistemas de páramos como áreas protegidas de conservación estratégica y las condiciones, para la preservación, conservació.[8]
- Prevenir y contrarrestar la explotación, la pornografía y el turismo sexual con menores (Archivado).[9]
- Modificaciones a la legislación vigente sobre protección de los derechos de autores, compositores e intérpretes de obras musicales (Archivado).[10]
- Regulación de la carrera especial notarial conforme al artículo 131 de la Constitución Política (Aprobado).[11]